# Götrik den milde
Götrik den milde är en mytomspunnen götisk järnålderskung som beskrivs i den fornnordiska Götrikssagan och som även förekommer i Ynglingasagan. Götrik ska ha varit son till kung Göte som sägs ha givit namn åt Götaland. Götrik sägs ha varit en mäktig konung och fader till Rolf Götriksson och Ketill Götriksson  .